# Чухломское озеро
Чу́хломское о́зеро в Чухломском районе России является вторым по величине в Костромской области после Галичского озера. Охраняется в статусе государственного природного заказника «Озеро Чухломское».
На юго-восточном берегу озера расположен город Чухлома́. На северном берегу, в селе Ножкино, находится действующий Авраамиево-Городецкий монастырь, основанный в XIV веке.

## Описание
Чухломское озеро имеет округлую форму, слегка вытянуто в северо-западном направлении. Максимальное расстояние с юго-востока на северо-запад составляет 8,5 км, минимальное (в поперечнике, между юго-западом и северо-востоком) — не более 7 км. Площадь озера — 48,7 км². Уровень воды — 148 метров над уровнем моря. Рельеф дна ровный. Наибольшая глубина — 5,1 метр, средняя глубина — 1,6 метра. Берега низменные, заболоченные. Дно илистое. С конца октября — начала ноября по апрель озеро замерзает. Ледостав неустойчив до первой декады ноября. Вскрывается ото льда обычно не раньше первой декады апреля.
За последние десятилетия произошло заметное заболачивание и заиливание дна, сократилась популяция ценных видов рыб (щука, карась, язь, линь), увеличилось антропогенное загрязнение. Ранее глубина озера достигала 10 метров, в настоящее время — не превышает 5,1 метра. На дне залегают сапропелевые отложения мощностью до 10 метров. В связи с заболачиванием площадь озера постепенно сокращается.
В Чухломское озеро впадает 17 рек и ручьёв, наиболее крупные из которых — Соня, Святица и Яхромша. Вытекает река Вёкса, относящаяся к бассейну Костромы. Озеро играет важную водорегулирующую и водоохранную роль для реки Вёксы и всего бассейна Костромы.

## История
С появлением неолитических стоянок (Святицкая, Югская и Фёдоровская) люди начали использовать озеро для рыбной ловли. Впоследствии берега озера заселили племена меря и чудь, которые также занимались рыболовством. В исторических источниках озеро иногда упоминается как Чудское.
В XIII—XIV веках на берегах озера поселились славяне, основавшие существующие по сей день деревни. В 1332—1335 годах костромской князь Фёдор Семёнович отдал 2/3 озера во владение Солигаличскому Воскресенскому монастырю. В летописи Солигаличского Воскресенского монастыря под 1335 годом упоминается, что галичский князь Фёдор Семёнович по дороге из Галича в Солигалич, проехав «великий лес», увидел «Чюдское» (Чухломское) озеро и поселение чуди около него.
В 1360-х годах на месте урочища Чухлома был основан Авраамиев монастырь. Третья часть озера, не отданная Воскресенскому монастырю, вместе с некоторыми реками перешла во владение Авраамиева монастыря.
В начале XVII века Чухломское озеро перешло во владение боярина В. И. Морозова. Авраамиев монастырь владел лишь частью рек, впадающих в озеро. В. И. Морозов владел озером до смерти в 1661 году. Затем владелицей стала его жена А. И. Морозова, которая сдавала рыбную ловлю на озере посадским людям. После смерти Морозовых их вотчина распалась. Часть владений взял царь Алексей Михайлович, часть перешла другим владельцам, большая часть была роздана вотчинникам.
По указу Павла I от 18 декабря 1797 года озеро было передано во владение Авраамиеву монастырю, который стал полным владельцем в 1810 году. В «Материалах к географии и статистики Костромской губернии», собранных офицерами генерального штаба в 1861 году, приводится описание озера:
В Чухломском уезде есть Чухломское озеро, на берегах которого стоит город Чухлома, имеет около 8 вёрст в длину и 6 в ширину. Площадь Чухломского озера занимает 38,7 кв. вёрст. Глубина его посередине 2,5 сажен, к берегам же мелко. Грунт дна тинистый, чрезвычайно вязкий, берега отлоги, топкие и болотистые; прибрежные высоты спускаются к озеру довольно отлого и везде открыты. Из озера вытекает река Векса, по которой, ровно как и по озеру, судоходства нет. Рыбная ловля на озере, принадлежащая Авраамиево-Городецкому монастырю, гораздо беднее Галичской. Здесь ловятся преимущественно караси; этот промысел даёт доходу монастырю до 300 рублей серебром, а рыбакам до 5000 рублей в год.«Материалы географии и статистики Костромской губернии»
В 1917 году озеро было изъято у монастыря и передано Чухломскому совнархозу, который сдавал его крестьянам окрестных деревень для ловли. В 1930 году организован промколхоз «Путь Ленина», которому передали озеро со всеми реками и ключами. В конце 1940 года промколхоз ликвидирован, на его базе созданы рыболовецкие колхозы «Дудино» и «Фёдоровское», а также рыботоварная ферма при колхозе «Крутица».

## Охранный статус
Территория озера с окружающими лесами является государственным природным заказником «Озеро Чухломское» (площадь 7495 га). Предмет охраны — уникальное водно-болотное угодье ледникового происхождения в таёжной зоне Европейской России. Озеро и прибрежные леса имеют важное водорегулирующее и водоохранное значение для реки Вёксы и всего бассейна реки Костромы. Озеро также является местом обитания редких и охраняемых видов животных, местом остановки гусей во время весенней миграции, и ценным объектом палеогеографических исследований. Чухломское озеро — узловая часть экологического каркаса западной части Костромской области и обладает значительным рекреационным потенциалом
.

## Ихтиофауна
В озере обитают промысловые виды рыб: щука, ёрш, язь, плотва, лещ, золотой карась, окунь, линь, а также налим и карп.
Чухломской золотой карась отличался крупными размерами и быстрым ростом и поставлялся к царскому столу. В настоящее время популяция золотого карася в озере сократилась, он встречается крайне редко. Попытки акклиматизации в других водоёмах (например, в Галичском озере, Рыбинском водохранилище) оказались неудачными. Местное сообщество продолжает попытки восстановления популяции чухломского золотого карася.